# The Appaloosa
The Appaloosa (bra: Sangue em Sonora) é um filme estadunidense, de 1966, dirigido por Sidney J. Furie, roteirizado por James Bridges e Roland Kibbee, baseado no livro de Robert MacLeod.

## Sinopse
Ojo Prieto, uma cidade americana na fronteira com o México, 1870. Matt Fletcher (Marlon Brando) é um forasteiro que chega no lugarejo e só pensa em se encontrar com uma família amiga, que mora nos arredores da cidade, comprar um rancho e ter uma vida tranqüila. Entretanto ele acaba se desentendo com Chuy Medina (John Saxon), o líder de um bando mexicano. Medina se sentiu diminuído pois Matt o encarou, assim mais tarde, quanto Matt tinha bebido um pouco demais com seus amigos, Medina aparece e lhe rouba seu cavalo apalusa, que indiretamente foi o início da desavença, e deixa Matt pendurado em uma árvore. Matt decide ir até o México recuperar seu cavalo, mesmo sabendo que suas chances são muito poucas, pois Medina sempre está protegido por vários membros do seu bando.

## Elenco
- Marlon Brando ....... Matt
- Anjanette Comer ....... Trini
- John Saxon ....... Chuy
- Emilio Fernández ....... Lazaro (como Emilio Fernandez)
- Alex Montoya ....... Squint Eye
- Miriam Colon ....... Ana
- Rafael Campos ....... Paco
- Frank Silvera ....... Ramos
- Larry D. Mann ....... Padre